# Mikami Yua
Kitō Momona (Nhật: 鬼頭桃菜 (Quỷ Đầu Đào Thái)), thường được biết đến với nghệ danh Mikami Yua (三上悠亜, Tam Thượng Du Á) (sinh ngày 16 tháng 8 năm 1993) là một nữ diễn viên phim khiêu dâm và là 
thần tượng Nhật Bản, cựu thành viên SKE48, hiện là thành viên của nhóm nhạc Ebisu Muscats. Đồng thời, cô đang là thành viên của nhóm nhạc K-pop Honey Popcorn. Cô gia nhập ngành giải trí dành cho người lớn vào năm 2015, cô thành công vang dội và đến năm 2017 trở thành một trong những thần tượng AV đương đại nổi tiếng nhất và bán chạy nhất khi giành được một số giải thưởng. Mikami hiện đang hoạt động tại hãng giải trí S1 No. 1 Style, cô đã xuất hiện trong hơn 100 bộ phim người lớn (bao gồm cả phim tổng hợp và cả AV dựa trên VR).

## Tiểu sử
Mikami Yua có tên khai sinh là Kitō Momona (鬼頭桃菜), sinh ngày 16 tháng 8 năm 1993 tại Nagoya, tỉnh Aichi, Nhật Bản.

## Sự nghiệp

### Tham gia SKE48
Năm 2008, Kitō Momona tham gia ngành giải trí vào năm 15 tuổi với sự gia nhập nhóm nhạc thần tượng SKE48 tại Nagoya. Cô là một trong 18 thành viên thuộc đội E của SKE48 nhóm chị em của AKB48. Cô đã ứng tuyển và chính thức trở thành một phần của nhóm nhạc đình đám này vào ngày 29 tháng 3 năm 2009. Nhóm nhạc đã gặt hái được rất nhiều thành công, phong cách của nhóm bao gồm cô là sự trong sáng như các thiên thần và phải tránh xa scandal.
Vào đầu năm 2014, Momona Kitō bị vướng vào scandal "khóa môi" say đắm với nam ca sĩ Yuya Tegoshi, một thành viên của nhóm nhạc NEWS, điều này ảnh hưởng đến hình ảnh trong sáng mà nhóm nhạc gầy dựng, cô rời khỏi nhóm SKE48 vào tháng 4 và được cho là bị ép buộc. Trước đó vào tháng 7 năm 2013, Weekly Bunshun đã công bố những bức ảnh cô hôn Yuya Tegoshi, trong tình trạng bị cho là say rượu và qua đêm tại nhà anh ta vào tháng 5 năm 2013. Sự kiện này đã gây ra náo động, khi Mikami được chụp hình cùng với rượu, tại thời điểm đó cô chưa đủ tuổi uống rượu hợp pháp.

### Tham gia JAV
Ngày 1 tháng 6 năm 2015, Kitō Momona chính thức tham gia công nghiệp tình dục của Nhật Bản với sự ra mắt của bộ phim AV đầu tiên "Princess Peach" của nhà sản xuất phim người lớn MUTEKI. Cô lấy nghệ danh Mikami Yua. Đến ngày 16 tháng 12, phát hành album ảnh nóng đầu tiên, tên gọi Here You Are.
Năm 2016, cô tham gia 10 bộ phim và từ 2017 trở đi mỗi tháng đều có một sản phẩm mới được phát hành. Năm 2018, cô cho ra mắt 15 bộ phim. Các thành công của Mikami Yua đã giúp cô giành Giải Nữ diễn viên mới xuất sắc nhất tại DMM Adult Awards 2016. Năm 2017 chiến thắng Giải Nữ diễn viên xuất sắc nhất tại DMM Adult Awards 2017.
Bên cạnh đó, từ năm 2015 đến 2017, cô cũng là thành viên của Ebisu Muscats, một nhóm nữ thần tượng Nhật Bản gồm các nữ diễn viên AV và người mẫu áo tắm.

### Tham gia Honey Popcorn

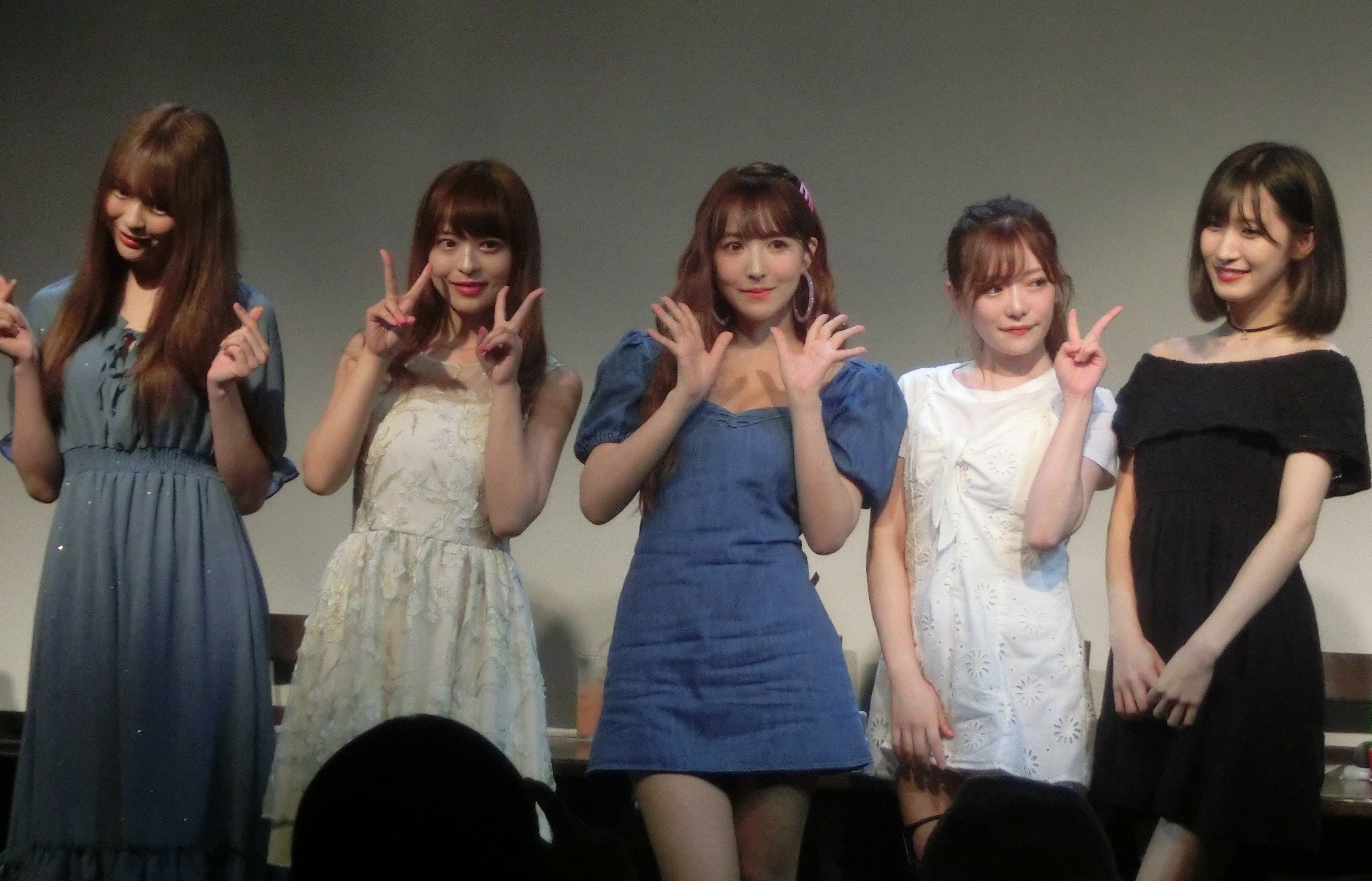
Mikami Yua (thứ ba từ trái sang) và các thành viên khác của nhóm nhạc Honey Popcorn.

Vào ngày 21 tháng 3 năm 2018, Mikami Yua cùng hai diễn viên AV khác là Matsuda Miko và Sakura Moko thành lập một nhóm nhạc mang tên Honey Popcorn, nhằm tham gia K-pop. Đến tháng 7 năm 2019, thành viên Miko Matsuda rời nhóm nhưng có 3 thành viên mới gia nhập là Nako Miyase, Ruka Tajima và Sara Izumi. Mục tiêu của nhóm là tấn công thị trường âm nhạc Hàn Quốc, nhưng chịu sự phản ứng kịch liệt bởi họ xuất thân là diễn viên khiêu dâm. Phản ứng của công chúng Hàn Quốc quyết liệt, hơn 50.000 người ký đơn đệ trình Nhà Xanh cấm nhóm nhạc Honey Popcorn hoạt động tại Hàn Quốc, nội dung đề cập: "Xin đừng để diễn viên đóng phim khiêu dâm Nhật Bản ra mắt làm thần tượng Hàn Quốc... Rõ ràng, các nhóm nhạc thần tượng có sức ảnh hưởng trực tiếp đối với người hâm mộ. Họ cũng đang được thần thánh hóa bởi chính thế hệ thanh thiếu niên... Đây không chỉ tác động xấu đến chính những thành viên mà nó còn làm tiền đề để các diễn viên khiêu dâm khác ra mắt làm thần tượng. Rồi hình ảnh của những nhóm nhạc nữ, ca sĩ nữ khác cũng sẽ bị tình dục hóa."

### Hoạt động khác
Đầu năm 2020, cô cho ra mắt thương hiệu bao cao su với hai loại là Honey và Popcorn.
Mikami Yua còn tham gia làm người mẫu, các chương trình truyền hình, gameshow, thời trang. Cô xuất hiện trên các tạp chí thời trang nổi tiếng của Nhật Bản như ViVi, Bijin Hyakka, LARME,... Cô bắt đầu xây dựng thương hiệu thời trang YOUR'S vào năm 2019, Yua vừa là nhà thiết kế vừa là nhà sản xuất quần áo được bán dưới nhãn hiệu của cô. Tài khoản Instagram có 2,4 triệu người theo dõi, tài khoản Twitter có 1,5 triệu người theo dõi và tài khoản Youtube có gần 380.000 lượt đăng ký. Ngày 27 tháng 6 năm 2020, Yua góp mặt trên Youtube trong MV I Shot You của nghệ sĩ Malaysia Namewee hát bằng tiếng Quan thoại đạt 1 triệu lượt xem chỉ sau 11 giờ đăng tải.

## Danh sách đĩa nhạc

### Video âm nhạc

#### SKE48
| Năm  | Tên                                                                                | Đĩa đơn                                 |
| ---- | ---------------------------------------------------------------------------------- | --------------------------------------- |
| 2010 | 青春は恥ずかしい(Seishun wa Hazukashii)                                            | 1!2!3!4! ヨロシク!(1!2!3!4! YOROSHIKU!) |
| 2011 | 微笑みのポジティブシンキング(Hohoemi no Positive Thinking)                         | Oki Doki                                |
| 2012 | なんて銀河は明るいのだろう(Nante Ginga wa Akarui no Darou)                         | アイシテラブル!(Aishiteraburu!)         |
| 2012 | 鳥は青い空の涯を知らない(Tori wa Aoi Sora no Hate wo Shiranai)                     | キスだって左利き(Kiss Datte Hidarikiki) |
| 2013 | シャララなカレンダー(Shalala na Calendar)                                          | 美しい稲妻(Utsukushii Inazuma)          |
| 2013 | 石榴の実は憂鬱が何粒詰まっている(Zakuro no Mi wa Yuutsu ga Nantsubu Tsumatte Iru?) | 賛成カワイイ！(Sansei Kawaii!)          |
| 2014 | 待ち合わせたい(Machi Awasetai)                                                     | 未来とは？(Mirai to wa?)                |

#### Honey Popcorn
| Năm  | Tên                               | Ghi chú  |
| ---- | --------------------------------- | -------- |
| 2018 | 비비디바비디부(Bibidi Babidi Boo) | MV debut |
| 2019 | 디에세오스타(De-aeseohsta)        |          |

### Video âm nhạc đã xuất hiện
| Năm  | Tên        | Nghệ sĩ |
| ---- | ---------- | ------- |
| 2020 | I Shot You | Namewee |

### Một số bài hát khác
| Tên                                                                 | Đĩa đơn                                 | Album                                                     | Ghi chú                                                              |
| ------------------------------------------------------------------- | --------------------------------------- | --------------------------------------------------------- | -------------------------------------------------------------------- |
| 強き者よ(Tsuyokimono yo)                                            | 強き者よ(Tsuyokimono yo)                | この日のチャイムを忘れない(Kono Hi no Chime wo Wasurenai) | Team KII ver, với tư cách là thành viên của SKE48                    |
| 強き者よ(Tsuyokimono yo)                                            | 強き者よ(Tsuyokimono yo)                | 革命の丘(Kakumei no Oka)                                  | Team KII ver, với tư cách là thành viên của SKE48                    |
| そばにいさせて(Soba Ni Isasete)                                     | 1!2!3!4! ヨロシク!(1!2!3!4! YOROSHIKU!) |                                                           | Với tư cách là thành viên của SKE48                                  |
| 積み木の時間(Tsumiki no Jikan)                                      | パレオはエメラルド(Pareo wa Emerald)    |                                                           | Với tư cách là thành viên của SKE48                                  |
| 初恋の踏切(Hatsukoi no Fumikiri)                                    | Oki Doki                                |                                                           | Với tư cách là thành viên của SKE48                                  |
| 今日までのこと、これからのこと(Kyou Made no Koto, Korekara no Koto) | 片想い Finally(Kataomoi Finally)        |                                                           | Với tư cách là thành viên của SKE48                                  |
| Through the Night                                                   | 美しい稲妻(Utsukushii Inazuma)          |                                                           | Với tư cách là thành viên của SKE48                                  |
| 待ち合わせたい(Bokura no Kizuna)                                    | 未来とは？(Mirai to wa?)                |                                                           | Với tư cách là thành viên của SKE48                                  |
| あの日の風鈴(Ano Hi no Fuurin)                                      | Gingham Check                           | 次の足跡(Tsugi no Ashiato)                                | Kết hợp với AKB48, NMB48, HKT48, với tư cách là thành viên của SKE48 |

## Chương trình truyền hình
- Ngày 2 tháng 10 năm 2016, cô tham gia chương trình giải trí Show Your Rockets, cùng với Takahashi Shouko.[26]
- Ngày 6 tháng 4 năm 2017, cô trở thành khách mời cố định của Muscat Night Fever!!!.
- Cô là khách mời cố định của Muscat Night từ 14 tháng 4 năm 2016 đến 30 tháng 3 năm 2017.

## Danh sách phim

### Phim AV
| \| Số thứ tự \| Ngày phát hành \| Tên \| ID \| Công ty \| \| --------- \| -------------------- \| ------------------------------------------------------------------------------------------------------------------------------------------------------------------------------------------------------------------------------------------------------------------------------------------------------------------ \| -------- \| -------------- \| \| 1 \| 1 tháng 6 năm 2015 \| Princess Peach \| TEK-067 \| MUTEKI \| \| 2 \| 1 tháng 1 năm 2016 \| Pleasure 快感 \| TEK-071 \| MUTEKI \| \| 3 \| 1 tháng 2 năm 2016 \| Climax 4 Times 絶頂×4本番 \| TEK-072 \| MUTEKI \| \| 4 \| 1 tháng 4 năm 2016 \| My Girlfriend is Yua Mikami ボクのカノジョは三上悠亜 \| TEK-073 \| MUTEKI \| \| 5 \| 1 tháng 5 năm 2016 \| The Finest 5-Star Hotel Where an Idol Will Serve You アイドルがご奉仕してくれる最高級5つ星ソープランド \| TEK-076 \| MUTEKI \| \| 6 \| 1 tháng 6 năm 2016 \| Doing Naughty Things with the Female Student Idol After School 女子校生アイドルと放課後にエッチしよっ \| TEK-079 \| MUTEKI \| \| 7 \| 1 tháng 7 năm 2016 \| Saliva Interwined Deep Kissing Sex 唾液を絡める濃厚接吻セックス \| TEK-080 \| MUTEKI \| \| 8 \| 1 tháng 8 năm 2016 \| Pleasure Splash! Experiencing a Climax That Feels Too Good for the First Time 快感スプラッシュ!はじめての気持ち良すぎる潮吹き \| TEK-081 \| MUTEKI \| \| 9 \| 1 tháng 9 năm 2016 \| Sex That Repeatedly Gives Pleasure and Climax to an Unmovable Idol 身動き出来ないアイドルの快感と絶頂を繰り返すSEX \| TEK-083 \| MUTEKI \| \| 10 \| 25 tháng 11 năm 2016 \| Exclusive No.1 Style Yua Mikami's S1 Debut - Lightning Fast Company Transfer - Four Penetrations in Four Hours 専属NO.1 STYLE 三上悠亜エスワンデビュー 電撃移籍4時間×4本番スペシャル \| SNIS-786 \| S1 No. 1 Style \| \| 11 \| 19 tháng 12 năm 2016 \| Mingling Body Fluids, Intense Sex - Completely Uncut Special 交わる体液、濃密セックス 完全ノーカットスペシャル \| SNIS-800 \| S1 No. 1 Style \| \| 12 \| 25 tháng 1 năm 2017 \| Ultra Copious Dream Facials of a National Idol 国民的アイドルに超大量一撃ドリーム顔射 \| SNIS-825 \| S1 No. 1 Style \| \| 13 \| 19 tháng 2 năm 2017 \| The National Idol, Yua Mikami's 31 Cosplays! Yua's Daily Masturbation While Cosplaying - Four Hours Transformation Special 国民的アイドル三上悠亜の31コス! コスった悠亜で毎日シコって4時間31変化SP \| SNIS-850 \| S1 No. 1 Style \| \| 14 \| 19 tháng 3 năm 2017 \| 92 Orgasms! 3600 Convulsions! 2300cc of Vaginal Discharge! National Idol Is Sexually Awakened by a Huge Convulsion Special 激イキ92回!痙攣3600回!イキ潮2300cc!国民的アイドル エロス覚醒 はじめての大・痙・攣スペシャル \| SNIS-872 \| S1 No. 1 Style \| \| 15 \| 19 tháng 4 năm 2017 \| The National Idol's Sudden Penetration Prank, Four Times, Instantly Connect Everywhere, Climaxing At Anywhere 国民的アイドルいきなり即ハメドッキリ4本番 いつでも即合体、どこでも即絶頂 \| SNIS-896 \| S1 No. 1 Style \| \| 16 \| 19 tháng 5 năm 2017 \| Welcome to the Idol Sex Service Mansion of the Highest Class - Mikami Yua's Close Contact Sexual Techniques 150 Full Course 最高級アイドル風俗マンションへようこそ 三上悠亜の密着性感テクニック150分フルコース \| SNIS-919 \| S1 No. 1 Style \| \| 17 \| 19 tháng 6 năm 2017 \| The National Idol Is a Lotion Applying Maid That Only Serves Me 国民的アイドルは僕だけのローションぬるぬるご奉仕メイド \| SNIS-940 \| S1 No. 1 Style \| \| 18 \| 19 tháng 7 năm 2017 \| The National Idol's Serious Juice Leaking Sexual Intercourse 汁汗だくだく唾液涎ダラダラ国民的アイドルの本気汁全漏らし性交 \| SNIS-964 \| S1 No. 1 Style \| \| 19 \| 19 tháng 8 năm 2017 \| The National Idol's Adrenaline Explosion! Sexual Desire Bare Teasing After A Month of Abstinence 国民的アイドル アドレナリン大爆発！禁欲1ヶ月後の性欲剥き出し焦らされトラン \| SNIS-986 \| S1 No. 1 Style \| \| 20 \| 19 tháng 9 năm 2017 \| National Idol Life First Freak! 23 big cocks endless unlimited sex 国民的アイドル人生初大乱交!巨根23本エンドレス無制限セックス \| SSNI-009 \| S1 No. 1 Style \| \| 21 \| 19 tháng 10 năm 2017 \| Mikami Yuya fan Thanksgiving national idle × 20 regular users "Gachifan and SEX lifting ban" Hime Meakuri Special 三上悠亜ファン感謝祭 国民的アイドル×一般ユーザー20人"ガチファンとSEX解禁"ハメまくりスペシャル \| SSNI-030 \| S1 No. 1 Style \| \| 22 \| 19 tháng 11 năm 2017 \| Fist Beetle testicle reverse side streak glans headache ○ Po wrapping licking pacifier exhaustion special + awesome cleaning with blowjob 竿カリ睾丸裏スジ亀頭チ○ポ丸舐めおしゃぶり尽くしスペシャル+もの凄いお掃除フェラ付き \| SSNI-054 \| S1 No. 1 Style \| \| 23 \| 19 tháng 12 năm 2017 \| Super seductive men's beauty salon of the highest grade idols 最高級アイドルの超誘惑メンズエステサロン \| SSNI-077 \| S1 No. 1 Style \| \| 24 \| 19 tháng 1 năm 2018 \| Lucky breasts Happening SP with beautiful breasts Pollor national idol 美乳がポロリ 国民的アイドルのラッキーおっぱいハプニングSP \| SSNI-101 \| S1 No. 1 Style \| \| 25 \| 19 tháng 2 năm 2018 \| Endlessly popular! National idol's enthusiastic scandal video Closely on 32nd, Yuka Mikami's vivid kiss, blowjob, sex... Full Private SEX Picture Full Version 遂に流出!国民的アイドルの熱愛スキャンダル動画 密着32日、三上悠亜の生々しいキス、フェラ、セックス...完全プライベートSEX映像一部始終 \| SSNI-127 \| S1 No. 1 Style \| \| 26 \| 7 tháng 3 năm 2018 \| Yoko Mikami First Best Latest 12 Titles Complete God BEST 三上悠亜初ベスト 最新12タイトルコンプリート神BEST \| OFJE-139 \| S1 No. 1 Style \| \| 27 \| 19 tháng 3 năm 2018 \| Big tits teacher group gangbang le 犯された巨乳女教師 集団輪姦レ●プ \| SSNI-152 \| S1 No. 1 Style \| \| 28 \| 19 tháng 4 năm 2018 \| vs Mikami Yuya Nature Exposure Desire Rounded Out Reasonistic Flying Flying 1: 1 limit 5 SEX vs三上悠亜 本性剥き出し欲望丸出し理性ブッ飛び1対1の極限5SEX \| SSNI-178 \| S1 No. 1 Style \| \| 29 \| 19 tháng 5 năm 2018 \| Nekinetschi is impatient and crispy pleasure Bikkun Bikkan sense development Oil massage salon ネチネチ焦らされゾクゾク快感 ビックンビックン性感開発オイルマッサージサロン \| SSNI-205 \| S1 No. 1 Style \| \| 30 \| 19 tháng 6 năm 2018 \| Mikami Yua Masturbating Train Crown 無抵抗言いなり痴漢電車 絶頂を教え込まれた巨乳女子大生 \| SSNI-229 \| S1 No. 1 Style \| \| 31 \| 19 tháng 7 năm 2018 \| Mikami Yua Super-elastic Boobs 超弾力おっぱいブルンブルン揺れまくりハードピストンSEX \| SSNI-254 \| S1 No. 1 Style \| \| 32 \| 19 tháng 8 năm 2018 \| Mikami Yua Lustful Kissing Slut 欲情した接吻痴女の唾液交換ベロ舐めセックス \| SSNI-279 \| S1 No. 1 Style \| \| 33 \| 19 tháng 9 năm 2018 \| Mikami Yua Flexibly Pistol SEX 完全固定されて身動きが取れない三上悠亜 腰がガクガク砕けるまでイッてもイッても止めない無限ピストンSEX \| SSNI-301 \| S1 No. 1 Style \| \| 34 \| 19 tháng 10 năm 2018 \| Big Cock X Pursuit X Furious Rebellion Squirrel Who Is Caught And Caught 巨根×追撃×大乱交 絶頂してピクピクしているおま●こを巨根24本で容赦なく突きまくる怒涛のおかわり激ピストン超大乱交Special \| SSNI-322 \| S1 No. 1 Style \| \| 35 \| 19 tháng 11 năm 2018 \| [VR] S1 15th Anniversary Special. Extravagant Harem And Reverse Threesome With 2 Of Japan's Best Porn Actresses. エスワン15周年スペシャル共演 日本一のAV女優2人と超豪華ハーレム逆3P体験 \| SIVR-033 \| S1 No. 1 Style \| \| 36 \| 19 tháng 11 năm 2018 \| FROM THAT DAY MY FIRST STEP FATHER WAS... 義父に初めて犯されたあの日から･･･ \| SSNI-344 \| S1 No. 1 Style \| \| 37 \| 25 tháng 11 năm 2018 \| 交わる体液､濃密セックスVR \| SIVR-003 \| S1 No. 1 Style \| \| 38 \| 19 tháng 12 năm 2018 \| Esuan 15th Anniversary Special Big Co-star Third Super Luxury S1 Actress Large Gathering Amateur Ji ● Poppin 'cum Shot Humming Screaming Dream Big Scramble! Fans Great Thanksgiving Tour エスワン15周年スペシャル大共演 第3弾 超豪華S1女優大集合 素人チ●ポをヌキまくりハメまくり夢の大乱交！ ファン大感謝祭ツアー \| SSNI-378 \| S1 No. 1 Style \| \| 39 \| 19 tháng 1 năm 2019 \| Mikami Yua is Slut Blame Consecutive Ejaculation Forced Ejaculation 三上悠亜の痴女責め連続射精16発 拘束された男たちを骨抜きにする強制射精術 \| SSNI-388 \| S1 No. 1 Style \| \| 40 \| 19 tháng 2 năm 2019 \| Secret Agent Investigator Woman Aphrodisiaphics Immortal Limit Torture Special Mikami Yuya 秘密捜査官の女 媚薬漬け限界拷問スペシャル \| SSNI-409 \| S1 No. 1 Style \| \| 41 \| 7 tháng 3 năm 2019 \| Yoko Mikami 2nd Anniversary Memorial Best Latest 12 Titles 73 Corner 480 Min Special 三上悠亜2周年メモリアルベスト最新全12タイトル73コーナー480分スペシャル \| OFJE-189 \| S1 No. 1 Style \| \| 42 \| 19 tháng 3 năm 2019 \| NO BRA F – CUP THE WORST ME WHO WILL LOSE TO TEMPTATION WITH HER BIG TITS SISTER WHO WILL APPEAL FULLY WITH BREASTS. YOO MIKAMI ノーブラFcỡ áo ngựcおっぱいで全力アピールしてくる彼女の巨乳妹と、誘惑に負けちゃう最低な僕。 \| SSNI-432 \| S1 No. 1 Style \| \| 43 \| 19 tháng 4 năm 2019 \| Underwear Model Let Me ... Fetishism 9 Lingerie Special Mikami Yuya 下着モデルをさせられて... フェチズム9ランジェリーSpecial \| SSNI-452 \| S1 No. 1 Style \| \| 44 \| 19 tháng 5 năm 2019 \| For The First Time In Her Life! Orgasmic G-Spot Press. Vaginal Orgasms. Mikami Yua 人生初!絶頂ポルチオ開発プレス 膣中イキオーガズム \| SSNI-473 \| S1 No. 1 Style \| \| 45 \| 19 tháng 10 năm 2019 \| Mikami Yuya's Best Ikuiku Cowgirl Maniacs 三上悠亜の全力イクイク騎乗位マニアックス \| SSNI-589 \| S1 No. 1 Style \| |                      | |          |                |
| Số thứ tự | Ngày phát hành       | Tên | ID       | Công ty        |
| 1 | 1 tháng 6 năm 2015   | Princess Peach | TEK-067  | MUTEKI         |
| 2 | 1 tháng 1 năm 2016   | Pleasure 快感 | TEK-071  | MUTEKI         |
| 3 | 1 tháng 2 năm 2016   | Climax 4 Times 絶頂×4本番 | TEK-072  | MUTEKI         |
| 4 | 1 tháng 4 năm 2016   | My Girlfriend is Yua Mikami ボクのカノジョは三上悠亜 | TEK-073  | MUTEKI         |
| 5 | 1 tháng 5 năm 2016   | The Finest 5-Star Hotel Where an Idol Will Serve You アイドルがご奉仕してくれる最高級5つ星ソープランド | TEK-076  | MUTEKI         |
| 6 | 1 tháng 6 năm 2016   | Doing Naughty Things with the Female Student Idol After School 女子校生アイドルと放課後にエッチしよっ | TEK-079  | MUTEKI         |
| 7 | 1 tháng 7 năm 2016   | Saliva Interwined Deep Kissing Sex 唾液を絡める濃厚接吻セックス | TEK-080  | MUTEKI         |
| 8 | 1 tháng 8 năm 2016   | Pleasure Splash! Experiencing a Climax That Feels Too Good for the First Time 快感スプラッシュ!はじめての気持ち良すぎる潮吹き | TEK-081  | MUTEKI         |
| 9 | 1 tháng 9 năm 2016   | Sex That Repeatedly Gives Pleasure and Climax to an Unmovable Idol 身動き出来ないアイドルの快感と絶頂を繰り返すSEX | TEK-083  | MUTEKI         |
| 10 | 25 tháng 11 năm 2016 | Exclusive No.1 Style Yua Mikami's S1 Debut - Lightning Fast Company Transfer - Four Penetrations in Four Hours 専属NO.1 STYLE 三上悠亜エスワンデビュー 電撃移籍4時間×4本番スペシャル | SNIS-786 | S1 No. 1 Style |
| 11 | 19 tháng 12 năm 2016 | Mingling Body Fluids, Intense Sex - Completely Uncut Special 交わる体液、濃密セックス 完全ノーカットスペシャル | SNIS-800 | S1 No. 1 Style |
| 12 | 25 tháng 1 năm 2017  | Ultra Copious Dream Facials of a National Idol 国民的アイドルに超大量一撃ドリーム顔射 | SNIS-825 | S1 No. 1 Style |
| 13 | 19 tháng 2 năm 2017  | The National Idol, Yua Mikami's 31 Cosplays! Yua's Daily Masturbation While Cosplaying - Four Hours Transformation Special 国民的アイドル三上悠亜の31コス! コスった悠亜で毎日シコって4時間31変化SP | SNIS-850 | S1 No. 1 Style |
| 14 | 19 tháng 3 năm 2017  | 92 Orgasms! 3600 Convulsions! 2300cc of Vaginal Discharge! National Idol Is Sexually Awakened by a Huge Convulsion Special 激イキ92回!痙攣3600回!イキ潮2300cc!国民的アイドル エロス覚醒 はじめての大・痙・攣スペシャル                                                                                             | SNIS-872 | S1 No. 1 Style |
| 15 | 19 tháng 4 năm 2017  | The National Idol's Sudden Penetration Prank, Four Times, Instantly Connect Everywhere, Climaxing At Anywhere 国民的アイドルいきなり即ハメドッキリ4本番 いつでも即合体、どこでも即絶頂 | SNIS-896 | S1 No. 1 Style |
| 16 | 19 tháng 5 năm 2017  | Welcome to the Idol Sex Service Mansion of the Highest Class - Mikami Yua's Close Contact Sexual Techniques 150 Full Course 最高級アイドル風俗マンションへようこそ 三上悠亜の密着性感テクニック150分フルコース | SNIS-919 | S1 No. 1 Style |
| 17 | 19 tháng 6 năm 2017  | The National Idol Is a Lotion Applying Maid That Only Serves Me 国民的アイドルは僕だけのローションぬるぬるご奉仕メイド | SNIS-940 | S1 No. 1 Style |
| 18 | 19 tháng 7 năm 2017  | The National Idol's Serious Juice Leaking Sexual Intercourse 汁汗だくだく唾液涎ダラダラ国民的アイドルの本気汁全漏らし性交 | SNIS-964 | S1 No. 1 Style |
| 19 | 19 tháng 8 năm 2017  | The National Idol's Adrenaline Explosion! Sexual Desire Bare Teasing After A Month of Abstinence 国民的アイドル アドレナリン大爆発！禁欲1ヶ月後の性欲剥き出し焦らされトラン | SNIS-986 | S1 No. 1 Style |
| 20 | 19 tháng 9 năm 2017  | National Idol Life First Freak! 23 big cocks endless unlimited sex 国民的アイドル人生初大乱交!巨根23本エンドレス無制限セックス | SSNI-009 | S1 No. 1 Style |
| 21 | 19 tháng 10 năm 2017 | Mikami Yuya fan Thanksgiving national idle × 20 regular users "Gachifan and SEX lifting ban" Hime Meakuri Special 三上悠亜ファン感謝祭 国民的アイドル×一般ユーザー20人"ガチファンとSEX解禁"ハメまくりスペシャル | SSNI-030 | S1 No. 1 Style |
| 22 | 19 tháng 11 năm 2017 | Fist Beetle testicle reverse side streak glans headache ○ Po wrapping licking pacifier exhaustion special + awesome cleaning with blowjob 竿カリ睾丸裏スジ亀頭チ○ポ丸舐めおしゃぶり尽くしスペシャル+もの凄いお掃除フェラ付き                                                                                       | SSNI-054 | S1 No. 1 Style |
| 23 | 19 tháng 12 năm 2017 | Super seductive men's beauty salon of the highest grade idols 最高級アイドルの超誘惑メンズエステサロン | SSNI-077 | S1 No. 1 Style |
| 24 | 19 tháng 1 năm 2018  | Lucky breasts Happening SP with beautiful breasts Pollor national idol 美乳がポロリ 国民的アイドルのラッキーおっぱいハプニングSP | SSNI-101 | S1 No. 1 Style |
| 25 | 19 tháng 2 năm 2018  | Endlessly popular! National idol's enthusiastic scandal video Closely on 32nd, Yuka Mikami's vivid kiss, blowjob, sex... Full Private SEX Picture Full Version 遂に流出!国民的アイドルの熱愛スキャンダル動画 密着32日、三上悠亜の生々しいキス、フェラ、セックス...完全プライベートSEX映像一部始終                  | SSNI-127 | S1 No. 1 Style |
| 26 | 7 tháng 3 năm 2018   | Yoko Mikami First Best Latest 12 Titles Complete God BEST 三上悠亜初ベスト 最新12タイトルコンプリート神BEST | OFJE-139 | S1 No. 1 Style |
| 27 | 19 tháng 3 năm 2018  | Big tits teacher group gangbang le 犯された巨乳女教師 集団輪姦レ●プ | SSNI-152 | S1 No. 1 Style |
| 28 | 19 tháng 4 năm 2018  | vs Mikami Yuya Nature Exposure Desire Rounded Out Reasonistic Flying Flying 1: 1 limit 5 SEX vs三上悠亜 本性剥き出し欲望丸出し理性ブッ飛び1対1の極限5SEX | SSNI-178 | S1 No. 1 Style |
| 29 | 19 tháng 5 năm 2018  | Nekinetschi is impatient and crispy pleasure Bikkun Bikkan sense development Oil massage salon ネチネチ焦らされゾクゾク快感 ビックンビックン性感開発オイルマッサージサロン | SSNI-205 | S1 No. 1 Style |
| 30 | 19 tháng 6 năm 2018  | Mikami Yua Masturbating Train Crown 無抵抗言いなり痴漢電車 絶頂を教え込まれた巨乳女子大生 | SSNI-229 | S1 No. 1 Style |
| 31 | 19 tháng 7 năm 2018  | Mikami Yua Super-elastic Boobs 超弾力おっぱいブルンブルン揺れまくりハードピストンSEX | SSNI-254 | S1 No. 1 Style |
| 32 | 19 tháng 8 năm 2018  | Mikami Yua Lustful Kissing Slut 欲情した接吻痴女の唾液交換ベロ舐めセックス | SSNI-279 | S1 No. 1 Style |
| 33 | 19 tháng 9 năm 2018  | Mikami Yua Flexibly Pistol SEX 完全固定されて身動きが取れない三上悠亜 腰がガクガク砕けるまでイッてもイッても止めない無限ピストンSEX | SSNI-301 | S1 No. 1 Style |
| 34 | 19 tháng 10 năm 2018 | Big Cock X Pursuit X Furious Rebellion Squirrel Who Is Caught And Caught 巨根×追撃×大乱交 絶頂してピクピクしているおま●こを巨根24本で容赦なく突きまくる怒涛のおかわり激ピストン超大乱交Special | SSNI-322 | S1 No. 1 Style |
| 35 | 19 tháng 11 năm 2018 | [VR] S1 15th Anniversary Special. Extravagant Harem And Reverse Threesome With 2 Of Japan's Best Porn Actresses. エスワン15周年スペシャル共演 日本一のAV女優2人と超豪華ハーレム逆3P体験 | SIVR-033 | S1 No. 1 Style |
| 36 | 19 tháng 11 năm 2018 | FROM THAT DAY MY FIRST STEP FATHER WAS... 義父に初めて犯されたあの日から･･･ | SSNI-344 | S1 No. 1 Style |
| 37 | 25 tháng 11 năm 2018 | 交わる体液､濃密セックスVR | SIVR-003 | S1 No. 1 Style |
| 38 | 19 tháng 12 năm 2018 | Esuan 15th Anniversary Special Big Co-star Third Super Luxury S1 Actress Large Gathering Amateur Ji ● Poppin 'cum Shot Humming Screaming Dream Big Scramble! Fans Great Thanksgiving Tour エスワン15周年スペシャル大共演 第3弾 超豪華S1女優大集合 素人チ●ポをヌキまくりハメまくり夢の大乱交！ ファン大感謝祭ツアー | SSNI-378 | S1 No. 1 Style |
| 39 | 19 tháng 1 năm 2019  | Mikami Yua is Slut Blame Consecutive Ejaculation Forced Ejaculation 三上悠亜の痴女責め連続射精16発 拘束された男たちを骨抜きにする強制射精術 | SSNI-388 | S1 No. 1 Style |
| 40 | 19 tháng 2 năm 2019  | Secret Agent Investigator Woman Aphrodisiaphics Immortal Limit Torture Special Mikami Yuya 秘密捜査官の女 媚薬漬け限界拷問スペシャル | SSNI-409 | S1 No. 1 Style |
| 41 | 7 tháng 3 năm 2019   | Yoko Mikami 2nd Anniversary Memorial Best Latest 12 Titles 73 Corner 480 Min Special 三上悠亜2周年メモリアルベスト最新全12タイトル73コーナー480分スペシャル | OFJE-189 | S1 No. 1 Style |
| 42 | 19 tháng 3 năm 2019  | NO BRA F – CUP THE WORST ME WHO WILL LOSE TO TEMPTATION WITH HER BIG TITS SISTER WHO WILL APPEAL FULLY WITH BREASTS. YOO MIKAMI ノーブラFcỡ áo ngựcおっぱいで全力アピールしてくる彼女の巨乳妹と、誘惑に負けちゃう最低な僕。                                                                                        | SSNI-432 | S1 No. 1 Style |
| 43 | 19 tháng 4 năm 2019  | Underwear Model Let Me ... Fetishism 9 Lingerie Special Mikami Yuya 下着モデルをさせられて... フェチズム9ランジェリーSpecial | SSNI-452 | S1 No. 1 Style |
| 44 | 19 tháng 5 năm 2019  | For The First Time In Her Life! Orgasmic G-Spot Press. Vaginal Orgasms. Mikami Yua 人生初!絶頂ポルチオ開発プレス 膣中イキオーガズム | SSNI-473 | S1 No. 1 Style |
| 45 | 19 tháng 10 năm 2019 | Mikami Yuya's Best Ikuiku Cowgirl Maniacs 三上悠亜の全力イクイク騎乗位マニアックス | SSNI-589 | S1 No. 1 Style |

## Giải thưởng
| Năm  | Ngày            | Hạng mục                                   | Giải thưởng               | Kết quả   |
| ---- | --------------- | ------------------------------------------ | ------------------------- | --------- |
| 2016 | Ngày 3 tháng 3  | Giải thưởng Tỏa sáng và Công việc xuất sắc | Adult Broadcasting Awards | Đoạt giải |
| 2016 | Ngày 7 tháng 5  | Giải Nữ diễn viên mới xuất sắc nhất        | DMM Adult Award           | Đoạt giải |
| 2017 | Ngày 23 tháng 4 | Giải Nữ diễn viên xuất sắc nhất            | DMM Adult Award           | Đoạt giải |